# Harukichi Yamaguchi
Harukichi Yamaguchi (山口 春吉, Yamaguchi Harukichi; Tsuna, 1881 - 1925), va ser un criminal japonès fundador de la Yamaguchi-gumi, la facció més important la Yakuza.
Yamaguchi fou pescador de l'Illa d'Awaji, que més tard s'inicià en feines de porteig i transport. Començà a oferir serveis de "protecció" a negocis locals, en el que es considera l'origen del grup criminal que porta el seu nom. Aquest es va crear l'any 1915 a Kobe, format per una cinquantena de treballadors del port que liderà Yamaguchi fins al 1925, quan va ser succeït pel seu fill Noboru Yamaguchi.